# Metabionta
 (novembre 2023).
Le groupe des métabiontes (Metabionta) est constitué d'organismes autotrophes, réalisant la photosynthèse. Grossièrement, on peut dire que ce sont les algues rouges (Rhodobiontes) et les végétaux verts (Chlorobiontes). Les métabiontes peuvent être pluricellulaires, et même de grande taille (les arbres...).
Voici un aperçu des caractères propres aux métabiontes :
- Leurs chloroplastes ne possèdent pas de paroi de peptido-glycanes (contrairement au groupe frère des Glaucophytes, ce qui indique que cette absence est une perte secondaire.). Le chloroplaste possède à la place une double membrane : la membrane interne qui serait issue de la cyanobactérie à l'origine de l'endosymbiose, et la membrane externe provenant de la vacuole d'endocytose de la cellule hôte.
- Les molécules circulaires de leur ADN chloroplastique sont concentrées en de nombreux nucléoïdes distribués partout dans le chloroplaste.
- Il y a possibilité d'organisation pluricellulaire.
- Le gène de l'élongation EF-2 porte des caractères dérivés spécifiques.

## Classification
D’après Luc Brouillet (2004)[citation nécessaire] le groupe des métabiontes comprend les taxons suivants :
- rhodobiontes (Rhodophyta)
- chlorobiontes stricto sensu ou plantes vertes (Viridiplantae)
  - micromonadophytes (Micromonadophyta)
  - ulvophytes[réf. nécessaire] (Ulvophyta[réf. nécessaire])
    - chlorophycées (Chlorophyceae)
    - ulvophycées (Ulvophyceae)
    - pleurastrophycées (Pleurastrophyceae)

  - streptophytes lato sensu (Streptophytina)
    - chlorokybophytes (Chlorokybophyta)
    - klebsormidiophytes (Klebsormidiophyta)
    - phragmoplastophytes (Phragmoplastophyta)
      - zygnématophytes (Zygnematophyta)
      - plasmodesmophytes (Plasmodesmophyta)
        - chétosphéridiophytes (Chaetosphaeridiophyta)
        - coleochaetophytes (Colaeochaetophyta)
        - charophytes (Charophyta)
        - embryophytes (Embryophyta) : les plantes terrestres

## Arbre phylogénétique
```
          ┌─────────────────────────────────────────────────────────
Glaucophytes
                      

Plantes (sens large)
    ┌───────────────────────────────────────────
Rhodobiontes

          └─
Métabiontes
─┤         ┌─────────────────────────────────
Micromonadophytes
 
                        └─
Chlorobiontes
        ┌────────────────────
Chlorophycées

                                  ├─
Ulvophytes
[
réf.
 
nécessaire
]
─┼────────────────────
Ulvophycées

                                  │            └────────────────────
Pleurastrophycées

                                  │               ┌─────────────────
Chlorokybophytes
                                                     
                                  └─
Streptophytes
─┼─────────────────
Klebsormidiophytes

                                                  │     ┌───────────
Zygnématophytes

                                                  └─
Phragmoplastophytes

                                                        └─
Plasmodesmophytes

                                                              ├─────
Chaetosphaeridiophytes

                                                              ├─────
Coléochaetophytes

                                                              ├─────
Charophytes

                                                              └─────
Embryophytes
```